# Navegació espacial
|  | Per a altres significats, vegeu «navegació (desambiguació)». |

En informàtica, la navegació espacial és la possibilitat de navegar entre elements susceptibles de rebre el focus (com hiperenllaços i controls de formularis) dins d'un document estructurat o interfície d'usuari (com HTML) segons la localització espacial.
Aquest mètode s'empra en programari d'aplicació com els jocs d'ordinador. En el cas dels navegadors web, tradicionalment s'ha usat la navegació per tabulador per a canviar el focus dins de la interfície, prement la tecla de tabulador d'un teclat d'ordinador per a passar el focus al següent element (o Shift + Tab per passar el focus a l'element previ). L'ordre es basa en l'especificat en el document origen. En HTML (sense aplicar estils), aquest mètode normalment funciona perquè la localització espacial de l'element ocorre en el mateix ordre que en el document.
No obstant això, amb la introducció d'atributs de presentació o llenguatges de fulla d'estil com les CSS), açò no sempre té per quin complir-se. La navegació espacial supera aquest problema usant les tecles de fletxes (amb una o més tecles de modificació premudes) per a navegar el "plànol en dues dimensions" de la interfície. Per exemple, al prémer la fletxa cap amunt s'enfoca l'element situat damunt de l'element actual. En molts casos, açò pot estalviar moltes pulsacions de tecles.
Aquesta prestació d'accessibilitat està disponible en un ampli nombre d'aplicacions, per exemple el navegador Opera. Doug Turner, el desenvolupador principal de Minimo ha creat algunes versions especials de Mozilla Firefox amb aquesta característica que, en un futur, podria arribar a ser inclosa per defecte en aquest navegador.